# 富里村 (和歌山県)
富里村（とみさとむら）は、和歌山県西牟婁郡にあった村。現在の田辺市の南東部、日置川の上流域にあたる。

## 地理
- 山岳：悪四郎山、黒ノ森山、太尾ノ嶺、半作嶺、三ツ森山、百間山、鉢伏山、野竹法師、コンニャク山、椿尾山、嶽山、三日森山、鷹ノ巣山、黒嶽、西ノ峰、本ノ谷山
- 河川：日置川、竹ノ又川、安川、和田川

## 歴史
- 1889年（明治22年）4月1日 - 町村制の施行により、大内川村・平瀬村・和田村・下川上村・下川下村の区域をもって発足。
- 1956年（昭和31年）9月30日 - 分割し、大字大内川が栗栖川村に編入（栗栖川村は同日合併して中辺路町となる）、大字平瀬・和田・下川上・下川が三川村および鮎川村の一部（1 - 390番地の一部を除く）と合併して大塔村が発足。同日富里村廃止。